# Список керівників держав 140 року
Список керівників держав 140 року — це перелік правителів країн світу 140 року
Список керівників держав 139 року — 140 рік — Список керівників держав 141 року — Список керівників держав за роками

## Європа
- Боспорська держава — цар Реметалк (132-154)
- Ірландія — верховний король Конн Сто Битв (Конн Кетхехех мак Федлімід Рехтмар) (122-157)
- Римська імперія
  - імператор Антонін Пій (138-161)
  - консул Антонін Пій (130)
  - консул Марк Аврелій (130)
- Улад — король Тіпраіті Тіреач (136-187)

## Азія
- Близький Схід
  - Бану Джурам (Мекка) — шейх Амр I (136-150)
  - Велика Вірменія — цар Вагарш I (116-144)
  - Осроена — цар Ману VIII (139-163, 165-167)
  - Харакена — цар Мередат (131-151)
  - Хим'яр — цар Садшамс Асра (135-145)
- Диньяваді — Сірі Яза (111-146)
- Іберійське царство — цар Фарсман III (135-185)
- Індія
  - Західні Кшатрапи — махакшатрап Рудрадаман I (130-150)
  - Кушанська імперія — великий імператор Канішка I (127-147)
  - Царство Сатаваханів — магараджа Вашиштіпутра Пулумайї (136-158/164)
- Китай
  - Династія Хань — імператор Лю Бао (Шунь-ді) (125-144)
    - шаньюй південних хунну Цюйтежоші Чжуцзю (128—140); Ченю (140-143)
- Корея
  - Когурьо — тхеван (король) Тхеджохо (53-146)
  - Пекче — король Керу (128-166)
  - Сілла — ісагим (король) Ільсон (134-154)
- Персія
  - Парфія — шах Вологез II (105-147) правив на сході, а на заході шах Мітрідат IV (129-147)
- Сипау (Онг Паун) — Сау Кам Кяу (127-207)
- плем'я Хунну — шаньюй (вождь) Сюлі (Цюйтэ Жоши Чжуцзю) (128-140)
- Японія — тенно (імператор) Сейму (131-191)

## Африка
- Царство Куш — цар Адекеталі (134-140), його змінив Такідеамані (140-155)